# Rue Pierre-Brossolette
Pour les articles homonymes, voir Brossolette et Pierre-Brossolette.
La rue Pierre-Brossolette est une voie du 5e arrondissement de Paris.

## Situation et accès
Située dans le quartier du Val-de-Grâce, la rue Pierre-Brossolette débute au no 6 place Lucien-Herr et se termine rue Rataud.
Elle est desservie par la ligne 7 à la station Censier-Daubenton.

## Origine du nom
Son nom rend hommage, depuis 1944, au journaliste, homme politique socialiste et résistant français Pierre Brossolette (1903-1944).

## Historique
La rue est une partie d'un projet de la fin du XIXe siècle de prolongement de la rue de l'Abbé-de-l'Épée de la rue Gay-Lussac à la rue Censier dont seuls quelques tronçons furent réalisés. Anciennement « rue de Courcelle-Seneuil », cette rue se situe sur le site de l'ancien collège Rollin. 

## Bâtiments remarquables et lieux de mémoire
- La rue longe l'École supérieure de physique et de chimie industrielles.
- Au no 2, l'école primaire a reçu la dénomination d'école « Georges-Lapierre », ancien directeur de l'école, ancien secrétaire général du Syndicat national des instituteurs clandestin de 1940 à 1943, mort en déportation à Dachau (Georges Lapierre et Pierre Brossolette se connaissaient)[réf. nécessaire].